# 2 iunie
ianuarie • februarie • martie  • aprilie  • mai  • iunie  • iulie  • august  • septembrie  • octombrie  • noiembrie  • decembrie
2 iunie este a 153-a zi a calendarului gregorian și ziua a 154-a în anii bisecți. Mai sunt 212 zile până la sfârșitul anului.

## Evenimente
- 0576: Benedict I devine papă.
- 0657: Eugen I devine papă.
- 1881: Guvernul [1]SUA recunoaște independența de stat a României.
- 1896: Guglielmo Marconi primește patentul pentru noua sa invenție: radioul.
- 1897: Mark Twain, răspunde zvonurilor privind moartea sa, spunând în „New York Journal": „Știrea despre moartea mea a fost o exagerare".
- 1918: Black Sunday („Duminica neagră”), când au fost scufundate 6 nave americane, de către submarinul german U 151.
- 1924: Congresul din SUA le-a garantat amerindienilor cetățenia americană.
- 1945: Poetul Radu Gyr rostește memorabilul „ultim cuvânt" în fața Tribunalului Poporului.
- 1952: Începe guvernarea lui Gheorghe Gheorghiu-Dej.
- 1953: Ceremonia de încoronare a reginei Elisabeta a II-a a Regatului Unit al Marii Britanii si al Irlandei de Nord, la Westminster.
- 1979: A avut loc prima vizită a unui Papă într-o țară comunistă, vizita Papei Ioan Paul al II-lea în Polonia, țara sa natală.
- 2003: De la cosmodromul kazah Baikonur se lansează sonda spațială Mars Express.

## Nașteri
- 1489: Charles, Duce de Vendôme, bunicul regelui Henric al IV-lea al Franței (d. 1537)
- 1535: Papa Leon al XI-lea (d. 1605)
- 1737: Ernst August al II-lea, Duce de Saxa-Weimar (d. 1758)
- 1740: Marchizul de Sade, scriitor francez (d. 1814)
- 1816: Constantin A. Rosetti, politician român (d. 1885)
- 1821: Ion C. Brătianu, politician român (d. 1891)
- 1835: Papa Pius al X-lea (d. 1914)
- 1840: Thomas Hardy, scriitor britanic (d. 1928)
- 1849: Paul-Albert Besnard, pictor francez (d. 1934)
- 1857: Karl Gjellerup, scriitor danez (d. 1919)
- 1857: Edward Elgar, compozitor britanic (d. 1934)
- 1882: Ion Antonescu, mareșal, politician român, prim-ministru și lider al României în timpul celui de-Al Doilea Război Mondial (d. 1946)
- 1903: Max Aub, scriitor spaniol (d. 1972)
- 1904: Johnny Weissmuller, înotător și actor american născut la Timișoara (d. 1984)
- 1906: Carlo Scarpa, arhitect italian (d. 1978)
- 1920: Marcel Reich-Ranicki, critic de literatură german (d. 2013)
- 1930: Dan Iordăchescu, bariton român (d. 2015)
- 1930: Sorin Bottez, om politic român (d. 2009)
- 1930: Charles Conrad, astronaut american (d. 1999)
- 1937: Sally Kellerman, actriță americană (d. 2022)
- 1940: Regele Constantin al II-lea al Greciei (d. 2023)
- 1941: Stacy Keach, actor american
- 1941: Charlie Watts, baterist britanic (The Rolling Stones) (d. 2021)
- 1963: Nini Săpunaru, politician român
- 1967: Mugur Mihăescu, actor și scenarist român
- 1968: Teo Trandafir, prezentatoare de televiziune și actriță română
- 1972: Wentworth Miller, actor american
- 1975: Cătălina Cristea, jucătoare română de tenis
- 1977: Arthur Claudiu David, pugilist român (d. 2012)
- 1977: Zachary Quinto, actor american
- 1978: Dominic Cooper, actor englez
- 1978: Justin Long, actor american
- 1978: Allen Lloyd Jones, wrestler american
- 1979: Morena Baccarin, actriță braziliano-americană
- 1981: Nikolai Davîdenko, jucător rus de tenis
- 1982: Jewel Staite, actriță americană
- 1986: Guess Who, cântăreț român de hip hop
- 1987: Liuba Radu, inginer și triatlonist român
- 1988: Sergio Leonel Agüero, fotbalist argentinian
- 1989: Liviu Antal, fotbalist român
- 1990: Michał Kwiatkowski, ciclist polonez

## Decese
- 0193: Didius Julianus, împărat roman
- 1876: Hristo Botev, poet, revoluționar bulgar (n. 1848)
- 1885: Prințul Karl Anton de Hohenzollern-Sigmaringen, tatăl regelui Carol I al României (n. 1811)
- 1945: Père Jacques, călugăr francez, drept între popoare (n. 1900)
- 1964: Dumitru Caracostea, critic și istoric literar român (n. 1879)
- 1970: Bruce McLaren, pilot de Formula 1 din Noua Zeelandă (n. 1937)
- 1970: Giuseppe Ungaretti, scriitor italian (n. 1888)
- 1978: Santiago Bernabéu Yeste, fotbalist și antrenor spaniol de fotbal (n. 1895)
- 1987: Anthony de Mello, preot iezuit, scriitor indian (n. 1931)
- 1990: Rex Harrison, actor englez de teatru și film (n. 1908)
- 1993: Tahar Djaout, jurnalist, autor de romane, poet algerian
- 1998: Mihai Ioan Botez, neurolog român (n. 1927)
- 2008: Bo Diddley, cântăreț american de rock and roll, compozitor, și chitarist (n. 1928)
- 2018: Paul D. Boyer, chimist american, laureat Nobel (n. 1918)
- 2018: Emil Wolf, fizician american, membru de onoare al Academiei Române (n. 1922)

## Sărbători
- Sf. Mare Mc. Ioan cel Nou de la Suceava; Sf. Nichifor Mărturisitorul, patriarhul Constantinopolului (calendar ortodox)
- Fericiții Valeriu Traian Frențiu, Vasile Aftenie, Ioan Suciu, Tit Liviu Chinezu, Ioan Bălan, Alexandru Rusu și Iuliu Hossu; Sf. Nichifor I al Constantinopolului, patriarh (calendar greco-catolic)
- Sfinții  Marcelin și Petru (calendar romano-catolic).
- Italia: Sărbătoarea națională.